# 함양 노진 신도비
함양 노진 신도비(咸陽 盧禛 神道碑)는 대한민국 경상남도 함양군 지곡면에 있는 조선시대 노진(1518∼1578) 선생의 신도비이다.
1994년 7월 4일 경상남도의 유형문화재 제300호 함양 평촌리 옥계신도비으로 지정되었다가, 2018년 12월 20일 현재의 명칭으로 변경되었다.

## 개요
신도비란 임금이나 고관 등의 평생업적을 기록하여 그의 무덤 남동쪽에 세워두는 것으로, 이 비는 조선 중기의 문신인 노진 선생의 행적을 기리고 있다.
노진(1518∼1578) 선생은 명종 1년(1548) 문과에 급제하여 승문원의 박사로 관직에 나아가 예조·이조판서를 지내었다. 공적인 것과 사적인 것을 분명히 하고, 효성이 지극하여 청백리(淸白吏)에 뽑혔으며, 저서로는『옥계문집』이 있다.
비의 형태는 거북받침돌 위에 비몸을 세우고, 용을 새긴 머릿돌을 얹은 모습이다. 거북등에 마련된 비좌(碑座:비몸을 꽂아두는 네모난 홈)에는 정교한 조각을 두었고, 머릿돌에는 구름속을 헤치는 6마리의 용이 서로 여의주를 다투는 장면이 표현되어 있다. 비문은 이정구가 짓고, 신익성이 글씨를 새겼다.
임금께서 내리신 황해도 해중석(海中石)을 이용해 인조 9년(1631)에 세운 비로, 정교한 조각이 눈에 띄는 아름다운 작품이다.

## 같이 보기
- 노진

## 참고 자료
- 함양 노진 신도비 - 국가유산청 국가유산포털